# Dave Batista
David Michael Bautista, Jr. este un actor american și un fost wrestler profesionist, cunoscut datorită timpului petrecut în WWE, unde a fost de 4 ori campion World Heavyweight și de 2 ori campion WWE. De asemenea a fost de 4 ori campion pe echipe: de trei ori campion World Tag Team (de două ori alături de Ric Flair, odată alături de John Cena) și odată campion WWE Tag Team alături de Rey Mysterio. Ca actor a jucat în The Man with the Iron Fists (2012), Riddick (2013), Guardians of the Galaxy (2014), Kickboxer și Spectre.

## Începutul carierei

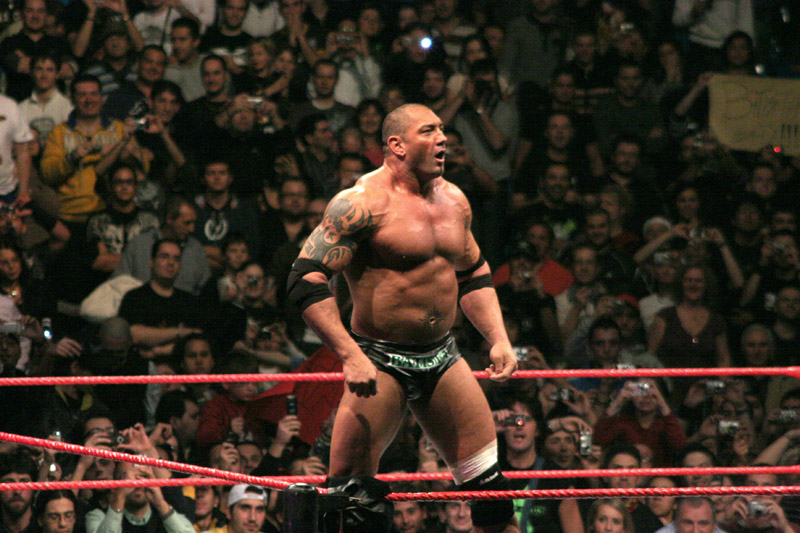
Dave Batista în timpul unui meci, în Italia.

### Ohio Valley Wresling(2000-2002)
Batista și-a făcut debutul ca wrestler în 2000 în teritoriul de dezvoltare al WWF-ului Ohio Valley Wrestling sub numele de ring Leviathan, unde chiar de la început a intrat în gruparea lui Synn: "Disciples of Synn". Ca membru al grupării "Disciples of Synn" Batista a fost neînvins până să piardă în fața lui Kane cu ajutorul lui Stone Cold Steve Austin la Christmas Chaos. Mai târziu a câștigat OVW Heavyweight Championship de la "The Machine" Doug Basham pe care avea să o piardă în fața lui The Prototype. Câteva luni mai târziu Batista părăsește OVW pentru a-și face debutul în WWE.

## World Wrestling Entertainment(2002-2010)
Și-a început cariera în WWE pe data de 9 mai 2002 la un episod SmackDown! sub numele de Deacon Batista. Acesta era reprezentat ca un personaj rău ce îl însoțea pe Reverend D-Von la meciurile sale. Și-a făcut debutul într-un meci pe echipe alături de D-Von vs. Faarooq și Randy Orton, făcând pinul pe Randy Orton. În decursul a câtorva săptămâni Randy Orton încerca să îi bată pe D-Von și Batista cu diferiți parteneri, dar a pierdut de fiecare dată. Batista a suferit prima sa înfrângere într-un meci vs. Rikishi după ce D-Von i-a dat un pumn din greșeală, acordându-i avantaj lui Rikishi care a făcut pinul pe Batista. După câteva săptămâni Batista l-a trădat pe D-Von ca urmare a tot ceea ce s-a întâmplat în meciul cu Rikishi. După ce s-a despărțit de D-Von, acesta a semnat cu Raw și a fost redenumit Dave Batista. S-a aliat cu Ric Flair și a avut un conflict cu Kane pe care l-a învins la Armageddon.

### Evolution(2003-2005)
În ianuarie 2003, Batista s-a alăturat lui Triple H, Randy Orton și Ric Flair pentru a forma gruparea Evolution. Totuși, Batista a fost lăsat pe plan secund după ce și-a rupt tricepsul de la mâna dreaptă într-un meci pe echipe de la Raw împotriva fraților Dudley. În timpul antrenamentelor după accidentare, Batista și-a rupt din nou tricepsul și și-a extins perioada de a sta pe margine. Batista s-a întors pe 20 octombrie la Raw, intervenind într-un meci dintre Goldberg și Shawn Michaels și i-a distrus glezna lui Goldberg cu un scaun. După intervenție, cei din Evolution vin în ring, și Triple H îl răsplătește pe Batista cu 100.000 $.
La Armageddon Batista a avut două meciuri. A pierdut contra lui Shawn Michaels și a câștigat centurile World Tag Team alături de Ric Flair într-un turmoil match. La sfârșitul evenimentului Armageddon, membrii Evolution dețineau toate centurile masculine din Raw, cu Triple H câștigând centura World Heavyweight, iar Randy Orton centura intercontinentală. Au ținut centurile până pe 10 noiembrie la Raw, unde au pierdut împotriva lui Booker-T și Rob Van Dam. Aceștia aveau să redevină campioni pentru o perioadă scurtă. La Survivor Series, Triple H, Edge, Batista și Gene Snitsky au fost învinși de Maven, Chris Jericho, Chris Benoit și Randy Orton într-un meci cu eliminări. Câștigătorii aveau să fie pe rând câte o săptămână managerii generali de la Raw. De-a lungul a două săptămâni relația dintre Batista și Triple H avea să se deterioreze. După ce a pierdut un meci cu Chris Jericho, Triple H l-a insultat verbal pe Batista. În acea noapte Batista spunea că va părăsi Evolution, dar a declarat că este încă membru al Evolution și că a păcălit toată lumea. În ciuda acestui eveniment, Batista avea să fie iubit din ce în ce mai mult de fani și să devină un "fan favorite" în comparație cu tacticile mizerabile ale Evolution. Într-un moment particular, Batista a parut dezgustat deoarece Triple H și Ric Flair se lăudau că i-au intimidat/bătut pe Jim Ross, Daniel Hodge și Stacy Keibler. Nepasator, Batista a continuat să își arate loialitatea față de Triple H și Evolution asistându-i la meciuri.
Cum a început 2005, Triple H a realizat posibilitatea ca Batista să devină o amenințare pentru centura sa. Triple H i-a sugerat să nu intre în Royal Rumble, spunându-i că va fi egoist dacă va face asta și mai bine să se concentreze pentru a-l ajuta pe el să își păstreze centura. Totuși Batista a intrat în Royal Rumble 2005, pe care avea să îl câștige. Avea posibilitatea de a alege între cele două centuri mondiale pentru a se bate la WrestleMania 21. Pentru a-l face pe Batista să îl aleagă pe J.B.L. pentru centura WWE la WrestleMania, Triple H a născocit o schemă cu Batista stricând o limuzină asemănătoare cu cea a lui J.B.L. Batista a conștientizat planul secret al lui Triple H după ce a tras cu urechea la o discuție dintre Triple H și Ric Flair. Batista a semnat contractul pentru a se bate pentru centura World Heavyweight la WrestleMania 21 trădând Evolution și devenind un favorit al fanilor.

### Statusul de Main Eventer și urmăririle pentru centura World Heavyweight(2005-2008)
Batista a câștigat centura World Heavyweight pe 3 aprilie la WrestleMania împotriva fostului coleg din Evolution, Triple H. La Backlash 2005, Batista l-a învins într-un rematch pe Triple H. Ric Flair l-a trădat pe Batista după ce l-a ajutat pe Triple H să îl atace la o ediție Monday Night Raw. Triple H avea să îl provoace pe Batista într-un Hell In A Cell match la Vengeance 2005. Și de data aceasta Batista a ieșit învingător, devenind primul wrestler care să-l învingă pe Triple H într-un Hell In A Cell match. Pe 30 iunie, Batista a fost transferat în SmackDown! în urma Draft Lottery. A început apoi un conflict cu J.B.L. pentru centura sa. La The Great American Bash, J.B.L. îl învinge pe Batista prin descalificare după ce arbitrul l-a văzut pe Batista folosind un scaun. Batista își păstrează titlul. La SummerSlam 2005 au avut un nou meci pentru centură într-un No Holds Barred match unde Batista a ieșit învingător. Conflictul a culminat cu un Bull Rope match, Batista păstrându-și titlul. Curând după ce l-a învins pe Eddie Guerrero pentru centura World Heavyweight la No Mercy 2005, Batista a suferit
o ruptură musculară la spate pe 11 noiembrie la SmackDown! după un dublu chokeslam făcut de Big Show și Kane. Au fost făcute planuri pentru un meci în 3 între Batista, Randy Orton și Eddie Guerrero pe 18 noiembrie la SmackDown!, dar au fost date peste cap de moartea neașteptată a lui Eddie Guerrero. Batista a plătit omagiu lui Guerrero la show-urile Raw și SmackDown! ce au fost dedicate în memoria sa.
Batista a condus echipa SmackDown-ului contra echipei Raw-ului condusă de Shawn Michaels la Survivor Series 2005. Batista și-a ajutat partenerii să câștige meciul. După ce Batista l-a salvat pe Rey Mysterio din mâinile lui Kane și Big Show, a fost anunțat ca Rey Mysterio să facă echipă cu Batista împotriva lui Kane și Big Show la Armageddon. La ediția de pe 16 decembrie a SmackDown-ului Batista și Rey Mysterio au devenit campioni WWE Tag Team după ce i-au învins pe MNM ceea ce a făcut meciul de la Armageddon unul Champions vs Champions. Ei au dedicat victoria lui Eddie Guerrero. După această victorie, Batista devenea dublu campion. Batista și Rey Mysterio au pierdut meciul de la Armageddon. Două săptămâni mai târziu, la SmackDown, Rey Mysterio și Batista pierd centurile la echipe în fața lui MNM cu ajutorul lui Mark Henry, care s-a întors după o accidentare. Cele două echipe se confruntă din nou, într-un steel cage match de data asta. Mark Henry a intervenit din nou și i-a ajutat pe MNM să câștige. Pe 6 ianuarie, în timpul unui meci cu Mark Henry, Batista și-a rupt tricepsul drept. 

#### 2006
Batista a fost nevoit să lase liberă centura World Heavyweight la ediția din 13 ianuarie a SmackDown-ului, cu două zile după ce Batista a depășit recordul de 280 de zile deținut de Triple H pentru cea mai lungă domnie ca și campion. Batista a fost operat cu succes pe 12 ianuarie 2006.
Batista a făcut o apariție la No Way Out 2006 și a spus publicului că odată ce mâna sa va fi vindecată, se va întoarce să recâștige centura World Heavyweight. La WrestleMania 22 a întrerupt un interviu al lui Randy Orton, zicând că centura World Heavyweight se va întoarce la el până la WrestleMania 23. Batista s-a întors pe 7 iulie la SmackDown intrând într-un conflict cu Mark Henry. La Saturday Night's Main Event Batista alături de Rey Mysterio și Bobby Lashey i-au învins pe King Booker, Finlay și Mark Henry. Henry a fost accidentat în mod legitim înainte de meciul contra lui Batista de la The Great American Bash 2006. Pentru a avea un meci, Batista a făcut o provocare, iar Mr. Kennedy i-a răspuns. Batista a pierdut prin descalificare meciul cu Kennedy. Batista a pierdut din nou contra lui Kennedy la SmackDown prin count-out. Până la urmă Batista l-a învins pe Mr.Kennedy la ediția din 4 august a SmackDown-ului.
În tot acest timp, Batista a încercat să câștige o centură mondială, luptându-se cu Big Show pentru centura ECW și cu King Booker pentru centura World Heavyweight la SummerSlam și la SmackDown. Batista a câștigat la SummerSlam, dar prin descalificare, iar campionul a rămas King Booker. La SmackDown Booker a câștigat cu ajutorul aliaților săi din gruparea "Court": Finlay și William Regal. Batista a rămas un contender de top pentru centură, luptându-se cu Booker în câteva ocazii în timpul în care avea conflict cu Finlay. La No Mercy, King Booker câștigă un Fatal 4 Way pentru centură, din care mai făceau parte Batista, Bobby Lashley și Finlay. Într-un final, Batista a redevenit campion World Heavyweight, după ce l-a învins pe King Booker la Survivor Series 2006. Ironic, Batista a câștigat centura în aceeași arenă unde a predat centura World Heavyweight pe 13 ianuarie.

#### 2007
La Royal Rumble 2007 Batista și-a apărat cu succes centura în fața lui Mr. Kennedy. La No Way Out 2007 a făcut echipă cu cel pe care avea să îl înfrunte la WrestleMania, The Undertaker, împotriva lui John Cena și Shawn Michaels. Undertaker și Batista au câștigat meciul în ciuda faptului că Taker l-a lăsat singur pe Batista, același lucru făcând și Shawn Michaels lui John Cena.
La WrestleMania 23, Batista a pierdut centura în fața câștigătorului Royal Rumble 2007, The Undertaker. Au continuat să se lupte pentru centura World Heavyweight într-un Last Man Standing match la Backlash și într-un Steel Cage match la o ediție a SmackDown-ului, ambele meciuri terminându-se la egalitate, iar astfel Undertaker își păstrează centura. În urma meciului Steel Cage, deținătorul valizei "Money In The Bank" Edge a încasat valiza pe Undertaker și a devenit noul campion World Heavyweight. Batista l-a provocat pe Edge la Judgment Day, One Night Stand(într-un Steel Cage match) și la Vengeance(într-un Last Chance match) pierzând de fiecare dată, iar Batista nu putea primi altă șansă la centura World Heavyweight cât timp Edge era campionul.
Batista a acceptat o provocare primită din partea lui The Great Khali pentru un meci la The Great American Bash. Edge a predat titlul World Heavyweight cu o săptâmână înainte de The Great American Bash, iar Khali a devenit noul campion World Heavyweight după ce a câștigat un battle royal pentru titlu, ultimii eliminați fiind Batista și Kane. Astfel la The Great American Bash a fost un Triple Threat match între The Great Khali, Kane și Batista pe care Khali l-a câștigat. La SummerSlam 2007, Batista l-a învins pe The Great Khali prin descalificare după ce Khali a folosit un scaun, astfel și-a reținut centura. În cele din urmă Batista a câștigat cea de-a treia centură World Heavyweight după ce i-a învins pe The Great Khali și Rey Mysterio într-un Triple Threat match la Unforgiven 2007.La No Mercy 2007, Khali și-a folosit clauza de revanșă într-un Punjabi Prison match contra lui Batista. Batista și-a reținut cu succes titlul.
După întoarcerea lui Undertaker la Unforgiven 2007, cei doi au reintrat în conflict pentru centura World Heavyweight. Cei doi s-au luptat pentru centură la Cyber Sunday 2007, într-un meci în care fanii au ales arbitru special pe Stone Cold Steve Austin. Batista și-a reținut titlul după ce a executat trei Batista Bomb-uri pe Taker. La Survivor Series cei doi aveau să se înfrunte într-un Hell In A Cell match. Când Undertaker făcea pinul care cel mai probabil îi aducea victoria, aribtrul a fost tras afară din ring de un cameraman. Acel cameraman era de fapt Edge care s-a întors și l-a atacat apoi pe Undertaker, ajutându-l pe Batista inconștient să își rețină titlul. La Armageddon 2007, Edge a câștigat centura World Heavyweight într-un Triple Threat match din care mai făceau parte Batista și Undertaker.

### Ultimele storyline-uri și despărțirea de WWE(2008-2010)
Batista a intrat în Royal Rumble 2008, și a ajuns în ultimii trei fiind eliminat apoi de Triple H. La No Way Out 2008, Batista a făcut parte din meciul Elimination Chamber pentru o șansă la centura World Heavyweight la WrestleMania. Din meci mai făceau parte Undertaker, Big Daddy V, The Great Khali, Finlay și M.V.P. Batista a fost ultimul eliminat din meci de către The Undertaker. La WrestleMania 24, Batista l-a învins pe Umaga într-un "Battle for Brand Supremacy" match.
Batista a început apoi un conflict cu Shawn Michaels. Batista l-a acuzat pe Shawn Michaels de retragerea lui Ric Flair și pentru faptul că este un egoist. Cei doi s-au luptat la Backlash 2008 într-un meci în care Chris Jericho a fost arbitru special. Shawn Michaels a câștigat după ce s-a lovit la genunchi și a executat din senin un Sweet Chin Music lui Batista. La One Night Stand, Batista l-a învins pe Shawn Michaels într-un Stretcher match, după ce Chris Jericho a intervenit în acel meci.
Pe 23 iunie, Batista a fost transferat în Raw în timpul 2008 WWE Draft. Acesta a câștigat un #1 contender's match pentru centura World Heavyweight din care mai făceau parte John Cena, J.B.L. și Kane. Atfel la The Great American Bash 2008 Batista s-a luptat cu CM Punk pentru centură. Meciul s-a terminat într-un No Contest după intervenția lui Kane care i-a atacat pe ambii.
Batista a câștigat pentru a treia oară centurile World Tag Team la ediția din 4 august a Raw-ului când alături de John Cena i-au învins pe Cody Rhodes și Ted DiBiase. Aveau să piardă centurile săptămâna următoare când aceiași Cody Rhodes Și Ted DiBiase i-au învins pentru titluri. Batista l-a acuzat pe Cena pentru pierderea titlurilor, iar la SummerSlam 2008 cei doi s-au luptat pentru prima dată într-un meci 1 la 1 în WWE. Batista l-a învins pe John Cena.
La Unforgiven 2008 Batista a făcut parte din meciul Championship Scramble pentru centura World Heavyweight din care mai făceau parte Chris Jericho, Kane, J.B.L. și Rey Mysterio. Chris Jericho a câștigat acel meci. La No Mercy 2008, Batista l-a învins pe J.B.L. într-un #1 contender's match la centura World Heavyweight. Batista și-a folosit șansa la Cyber Sunday împotriva campionului Chris Jericho. Fanii aveau să aleagă aribtrul special al meciului care a fost Stone Cold Steve Austin. Batista a câștigat acel meci cu ajutor din partea lui Steve Austin și Shawn Michaels. Două săptămâni mai târziu Batista avea să piardă centura în fața aceluiași Jericho care l-a învins într-un steel cage match la o ediție specială a Raw-ului.
Batista a intrat apoi într-un conflict cu fostul membru din Evolution, Randy Orton. La Survivor Series echipa lui Batista(Batista, CM Punk, Kofi Kingston, Matt Hardy și R-Truth) au pierdut în fața echipei lui Randy Orton(Randy Orton, William Regal, Cody Rhodes, Shelton Benjamin și Mark Henry). Conflictul lor a continuat și la Armageddon, unde Batista a câștigat. La ediția din 15 decembrie a Raw-ului Batista și John Cena s-au luptat contra stable-ului The Legacy condus pe Randy Orton. În timpul meciului Randy Orton și-a folosit Running punt kick pe Batista. După acel meci, Batista s-a accidentat.
În ziua de după WrestleMania 25 Batista s-a întors după accidentare și a reintrat în feud cu Randy Orton. La Backlash 2009 Batista și Shane McMahon au încercat să-l ajute pe Triple H să-și păstreze centura WWE împotriva grupării Legacy(Randy Orton, Ted DiBiase și Cody Rhodes), dar au pierdut. După accidentarea lui Triple H, noul campion WWE a devenit Randy Orton, iar noul pretendent la centură a fost Batista. La Judgment Day 2009 aceștia s-au luptat pentru centura WWE. Batista a câștigat meciul prin descalificare după intervenția celor din Legacy(Cody Rhodes și Ted DiBiase). În ring a mai apărut și Ric Flair pentru a-l salva pe Batista. Deoarece meciul s-a terminat prin descalificare, aceștia au avut rematch la Extreme Rules 2009 într-un Steel Cage match. Batista a câștigat acel meci și a devenit pentru prima dată în carieră campion WWE. N-a apucat să se bucure de centură prea mult deoarece imediat cu o seară după, Randy Orton l-a atacat cu un scaun și l-a accidentat din nou, lăsând centura WWE vacantă.

## Filmografie

### Filme
| An   | Titlu                                      | Rol                | Notee |
| ---- | ------------------------------------------ | ------------------ | --- |
| 2006 | [[Relative Str angers]]                    | Wrestler           | Uncredited cameo |
| 2009 | My Son, My Son, What Have Ye Done?         | Police officer     | |
| 2010 | Wrong Side of Town                         | Big Ronnie         | |
| 2011 | House of the Rising Sun                    | Ray                | Action On Film Award for Performer of the Year |
| 2011 | The Scorpion King 3: Battle for Redemption | Argomael           | |
| 2012 | The Man with the Iron Fists                | Brass Body         | |
| 2013 | Riddick                                    | Diaz               | |
| 2014 | Guardians of the Galaxy                    | Drax the Destroyer | Detroit Film Critics Society Award for Best Ensemble Nevada Film Critics Society Award for Best Ensemble Cast Nominated – Central Ohio Film Critics Association Award for Best Ensemble Nominated – Phoenix Film Critics Society Award for Best Ensemble Acting |
| 2015 | L.A. Slasher                               | The Drug Dealer #1 | |
| 2015 | Spectre                                    | Mr. Hinx           | |
| 2015 | Heist                                      | Jason Cox          | |
| 2016 | The Boss                                   | Chad               | Uncredited |
| 2016 | Kickboxer: Vengeance                       | Tong Po            | |
| 2016 | Marauders                                  | Stockwell          | |
| 2016 | The Warriors Gate                          | Arun the Cruel     | |
| 2017 | Guardians of the Galaxy Vol. 2             | Drax the Destroyer | |
| 2017 | Bushwick                                   | Stupe              | Și producător executiv |
| 2017 | Blade Runner 2049                          | Sapper Morton      | |
| 2018 | Avengers: Infinity War                     | Drax the Destroyer | |
| 2018 | Hotel Artemis                              | Everest            | |
| 2018 | Escape Plan 2: Hades                       | Trent DeRosa       | |
| 2018 | Final Score                                | Michael Knox       | Și producător |
| 2018 | Master Z: The Ip Man Legacy                | Owen Davidson      | |
| 2019 | Avengers: Endgame                          | Drax the Destroyer | |
| 2019 | Stuber                                     | Vic                | |
| 2019 | Escape Plan: The Extractors                | Trent DeRosa       | Post-producție |
| 2019 | My Spy                                     | JJ                 | Post-producție |
| 2020 | Dune                                       | Glossu Rabban      | Filmări |

## În Wrestling

### Palmares
- - World Heavyweight Championship (4 ori)[5][6][7][8]
  - World Tag Team Championship (3 ori) – cu Ric Flair (2) și John Cena (1)[9]
  - WWE Championship (2 ori)[10][11]
  - WWE Tag Team Championship (1 dată) – cu Rey Mysterio
  - Royal Rumble (2005, 2014)

### Manevre

#### Manevre de final
- Demon Bomb sau Batista Bomb în WWE
- Batista Bite

#### Manevre-Semnătură
- Spear
- Spine-buster

#### Manevre caracteristice
- Suplex
- Superplex
- Clothesline
- BreakBreaker

## Legături externe
- @DaveBautista pe Twitter
- Profilul lui Dave Batista pe WWE.com
- Dave Batista la Internet Movie Database